# St. Sebastian (Schönreuth)

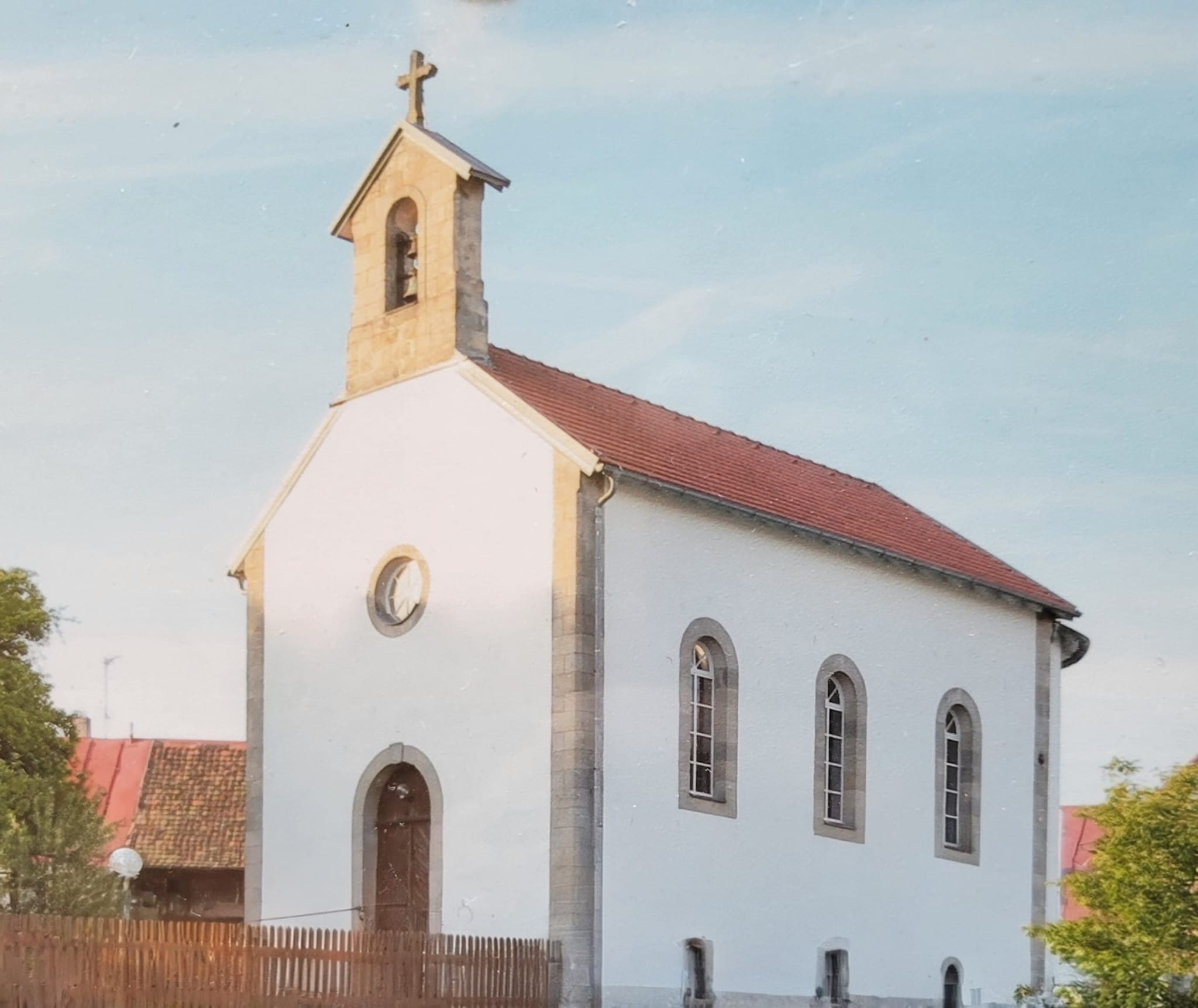
Kirche St. Sebastian in Schönreuth bei Kemnath, 2025.

Die denkmalgeschützte römisch-katholische Filialkirche Sankt Sebastian befindet sich im Ortsteil Schönreuth von Kemnath.

## Geschichte
Diese Filialkirche war ursprünglich die Schlosskapelle von Schloss Unterschönreuth. Sie wurde eventuell am Ende des 15. Jahrhunderts von einem Angehörigen der Familie Bärnklau am Ortsrand errichtet, vielleicht wurde sie aber als Laurentius- oder Ägidius-Kapelle bereits im 14. Jahrhundert gebaut; das Ägidius-Patrozinium wird noch 1665 genannt und dürfte dann in der Zeit der Gegenreformation auf den hl. Sebastian übergegangen sein. In einer Kemnather Pfarreibeschreibung von 1860 wird das Pestjahr 1477 als Gründungsdatum genannt. Auf dieses Gründungsjahr verweist auch ein Stiftungsbrief von der uralten Familie der Bärnklau hin, den Joseph von Cammerloher 1804 erwähnt. Ein Kaplan hatte jeden Mittwoch die von den Bärnklau gestiftete Frühmesse zu zelebrieren. 1740 wurde in einem Prozess entschieden, daß zwar die Messe zu cessieren, jedoch auch der Hofmarksinhaber nicht mehr verbunden sey, die ehedem dafür bezahlten 6 fl 30 kr Frühmeßzins zu bezahlen. Eingelassen in den Fußboden der Kapelle findet sich ein Grabstein einer Frau von Schirnding, auf dem die Jahreszahl MCCCCLXXXIIII (1484) zu lesen ist. Joseph von Cammerloher berichtet auch, dass zu Zeiten des Calvinismus „die katholische Pfarrgemeinde zu Erbendorf mit ihrem Seelenhirten hierher emigriert ist und hat ihre pfarrlichen und religiösen Gottesdienste allda ausgeübt“. Schönreuth wäre so der einzige Ort in dieser Gegend, der während der Reformation katholisch blieb.
Die Kapelle hat ein ereignisreiches Schicksal hinter sich: Im Zuge der Reformation wurde auch sie bei der Einäscherung von Schönreuth durch die Truppen des Obristen von Seckendorff niedergebrannt. 1694 vernichtete erneut ein Brand die wieder aufgebaute Kapelle und den ganzen Ort Oberschönreuth. Nach dem Säkularisationsdekret des Ministers Maximilian von Montgelas von 1802 sollte die Kapelle ganz abgetragen werden. Hinzu kam noch, dass am Portiunkulatag, dem 2. August 1819, Schönreuth erneut durch einen Blitzschlag in Brand gesetzt wurde, wobei auch das obere Schloss, damals nur noch ein Ökonomiegebäude, die Kapelle und mehrere Häuser eingeäschert wurden. Das Bild des hl. Sebastian und der Altar konnten aus der brennenden Kapelle gerettet werden.
1842 wurde mit den Wiederaufbauarbeiten unter Verwendung des älteren Mauerbestandes begonnen. 1844 konnte das Heiligenbild wieder in die Kapelle gebracht werden, die dann von dem Kemnather Pfarre Haller benediziert wurde.

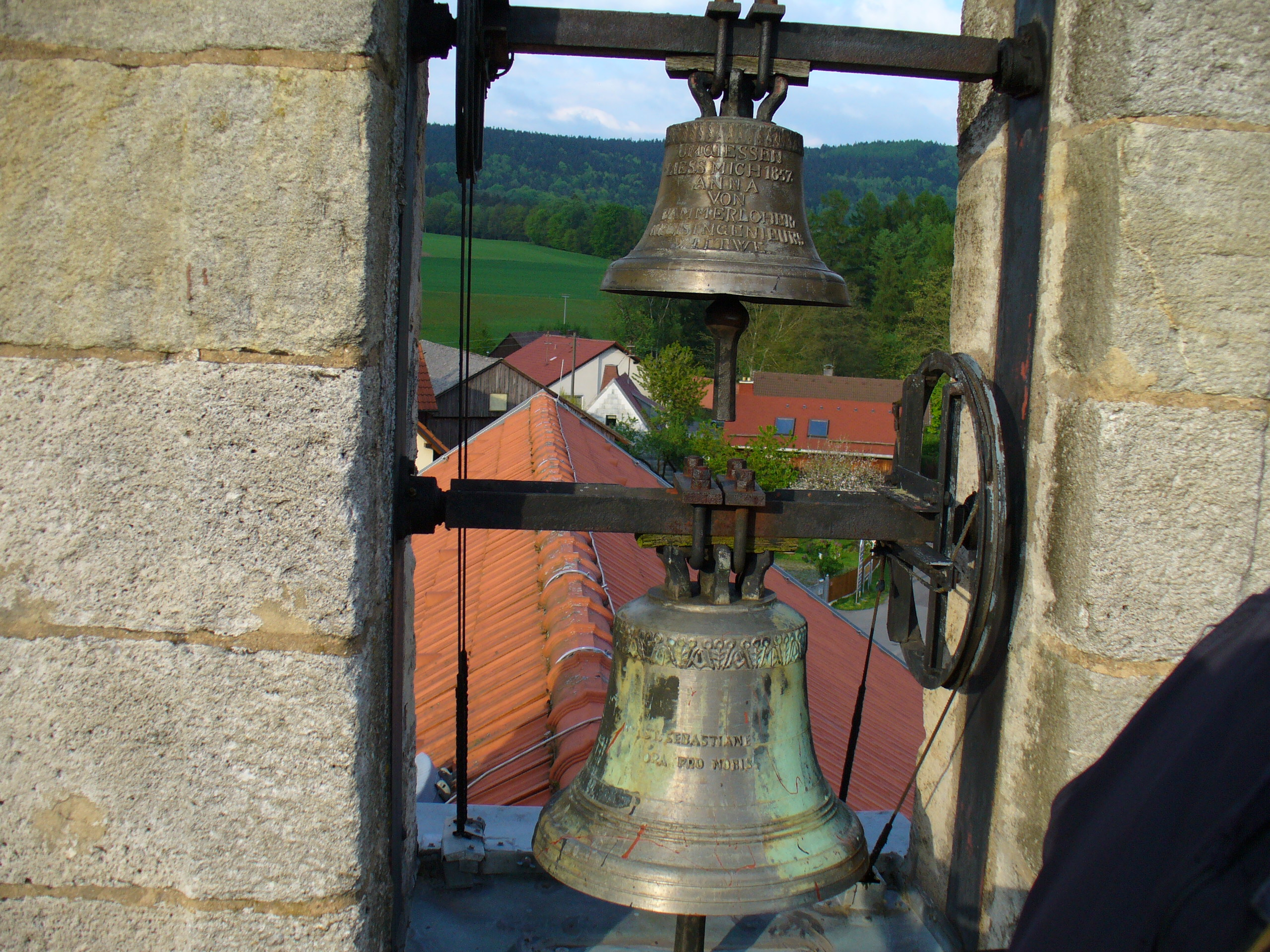
Glocke St. Sebastian Schönreuth

1857 wurden die Glocken wieder eingesetzt. 

## Baulichkeit
Die Kirche wurde in einem romanisierenden Stil wiedererrichtet. Die Filialkirche ist eine verputzte und massive Saalkirche mit einem Satteldach, an den Ecken wird die Fassade durch frei liegende Natursteine gegliedert. Über dem Eingang befindet sich ein Glockentürmchen, die Kirche wird durch eine halbrunde Apsis abgeschlossen.
Die Filialkirche wurde 1991/1992 innen und außen saniert.

## Ausstattung
Der Kirchenraum besitzt ein Tonnengewölbe, einen halbrunden Chor und eine kleine Holzempore. Der Altar, der den Brand überdauerte, wurde um 1700 geschaffen. Das Altarbild ist die Kopie eines Originals und zeigt das Martyrium des hl. Sebastian.
Der Innenraum wurde zwischen 1963 und 1980 restauriert, dabei wurden u. a. ein Panzertabernakel und ein neuer Kreuzweg eingebaut.